# صالح بوشكريو
صلاح بوشكريو (مواليد 1962) لاعب ومدرب كرة يد جزائري.
لعب لصالح منتخب الجزائر لكرة اليد وشارك في دورة الألعاب الأولمبية الصيفية 1988 حيث ساهم في احتلاله المركز العاشر.
يشغل حاليا منصب مدرب منتخب البحرين لكرة اليد.

## روابط خارجية
- صالح بوشكريو على موقع اللجنة الأولمبية الدولية (الإنجليزية)
- صالح بوشكريو على موقع أوليمبيديا (الإنجليزية)